# A cs. kir. 12. gyalogezred emlékműve
A cs. kir. 12. gyalogezred emlékműve az 1866-ban vívott königgrätzi csata helyszínén található, Csehországban, a mai Máslojedy község közelében. 
Az 1867-ben felállított emlékművet az alakulat itt elesett katonáinak tiszteletére emelték.

## Történeti háttér
A Komárom és Nyitra vármegyéből sorozott cs. kir. 12. (Vilmos főherceg) gyalogezredet az osztrák Északi Hadsereg 4. hadtestébe osztották be. Az alakulat 4. zászlóalját kikülönítették Olmütz védelmére, az ezred többi része az udinei cs. kir. 26. (Mihály nagyherceg) gyalogezreddel, valamint a grazi 27. tábori vadászzászlóaljjal és a 4. tüzérezred 1. gyalogütegével alkották a Brandenstein-dandárt.
Az ezred már június 29-én, Schweinschädel-nél tűzbe került, de csak minimális veszteségeket szenvedett (3 halott, 14 sebesült, 7 eltűnt, 9 fogoly).
Július 3-án, a königgrätzi csatában a 12-esek az osztrák sereg jobb szárnyán Maslowed (Máslojedy) falunál és az azt övező erdőségben (Swieper Wald) harcoltak. Az itt zajló heves összecsapás a csata egyik döntő momentuma volt, ennek megfelelően a 12. gyalogezred is jelentős veszteségeket szenvedett. Az osztrák erők visszavonulása után felvett veszteséglistán 24 tiszt, 549 katona és egy elpusztult ló szerepelt, az alábbi megoszlásban:
|            | Tisztek | Legénység |
| ---------- | ------- | --------- |
| Halottak   | 3       | 48        |
| Sebesültek | 17      | 201       |
| Foglyok    | 3       | 160       |
| Összesen   | 24      | 549       |

Mivel a későbbiekben számos sebesült elhalálozott, az ezred végleges vesztesége halottakban 7 tisztet és 294 katonát számlált. Az összecsapásban megsebesült az ezredtulajdonos, Vilmos főherceg is (ő volt az Északi Hadsereg tüzérfőnöke).

## Az emlékmű
Az emlékmű terveit Johann Schmuttermayer (1837-1882) főhadnagy, az ezred tisztje készítette el, aki maga is megsebesült a csatában. A kivitelezést egy M. Ježek nevű königgratzi kőfaragó végezte el. Felavatására nem sokkal a csata első évfordulója után, 1867. július 7-én került sor, a harctér első emlékeinek egyikeként.
A talapzat egy szarkofágot mintáz, fő alakja egy haldokló római harcost ábrázol. Az alak vállával egy törött korinthoszi oszlopnak támaszkodik, előtte pajzsa és törött kardja hever. A szarkofág hosszabb oldalán az alábbi német nyelvű felirat olvasható:

| „ | Das Officiers – Corps des k. k. Erzherzog Wilhelm 12. Linien Infanterie Regiments seinen am 3. Juli 1866. gefallenen Waffen gefaerten. | ” |
|   | |   |

A rövid oldalon az elesett tisztek névsora, és a meghalt katonák létszáma áll:

| „ | Major GUSTAV VOGEL Hauptm. MICHAL LUBOJEMSKI “ FRANZ THALMAIER Oblt. LEOPOLD VÖTTER Ltnt. LADISLAV WEISS “ CAMILLO GERSTNER “ ROBERT KOMAREK und 294 Mann. | ” |
|   | |   |

Az emlékmű jelenleg is megvan, Máslojedy település központjától mintegy 800 méterre található, északnyugati irányban. 1958 óta önálló műemléki védettséget élvez, 1996-ban pedig további védettséget kapott, mint a königgratz-i csatatér egyik emléke.